# Paramé (Québec)
Pour les articles homonymes, voir Paramé (homonymie).
Paramé est un hameau de la municipalité canadienne de Lac-au-Saumon faisant partie de la municipalité régionale de comté de La Matapédia dans la région administrative du Bas-Saint-Laurent dans l'Est du Québec.

### Source en ligne
- Commission de toponymie du Québec